# 爨歸王
爨歸王（?—?），唐朝爨氏豪酋。
唐玄宗時爨歸王为南宁州（今云南省曲靖市）都督。駐石城（今云南省曲靖市）。攻殺東爨蓋聘、蓋啟父子。入據升麻川（今雲南省尋甸縣、嵩明縣一带）。天寶初年，劍南節度使章仇兼瓊派越巂都督竹靈倩，開步頭路（今雲南省建水縣），建安寧城。爨歸王聯合爨崇道、爨日進起兵反对，攻殺竹靈倩。唐玄宗命姚州都督李宓和南詔王皮羅閣攻打，到波州（今雲南省祥雲縣），爨歸王、爨崇道至军门谢罪歸降，获唐廷赦免，再設安寧城。李宓唆使聯合爨崇道殺死爨歸王、爨日進，爨歸王的兵馬由其妻乌蛮女阿姹繼承，其子爨守隅投母族乌蛮并向南诏求援。